# Callocleonymus ferrierei
Callocleonymus ferrierei är en stekelart som beskrevs av Geoffrey John Kerrich 1957.
Callocleonymus ferrierei ingår i släktet Callocleonymus och familjen puppglanssteklar. Inga underarter finns listade i Catalogue of Life.